# Burial
William Bevan, bedre kendt som Burial er en Dubstep/Grime-producer fra Storbritannien.

Han har bl.a. lavet remix for Jamie Woon, Bloc Party og Thom Yorke.

## Diskografi
- Burial (2006)
- Untrue (2007)
- Die young (2012)